# Sonic Nurse
Sonic Nurse je studivé album americké rockové kapely Sonic Youth, které bylo vydáno v červnu roku 2004. Album se umístilo v mnoha mezinárodních žebříčcích, přední dvacítky však nikdy nedosáhlo.

## Seznam skladeb
| Pořadí         | Název                                      | Délka |
| -------------- | ------------------------------------------ | ----- |
| 1.             | Pattern Recognition                        | 6:33  |
| 2.             | Unmade Bed                                 | 3:53  |
| 3.             | Dripping Dream                             | 7:46  |
| 4.             | Kim Gordon and the Arthur Doyle Hand Cream | 4:51  |
| 5.             | Stones                                     | 7:08  |
| 6.             | Dude Ranch Nurse                           | 5:44  |
| 7.             | New Hampshire                              | 5:12  |
| 8.             | Paper Cup Exit                             | 5:57  |
| 9.             | I Love You Golden Blue                     | 7:03  |
| 10.            | Peace Attack                               | 6:12  |
| 11.            | Kim Chords                                 | 5:59  |
| 12.            | Beautiful Plateau                          | 3:08  |
| Celková délka: | Celková délka:                             | 69:26 |